# Wibrator sejsmiczny

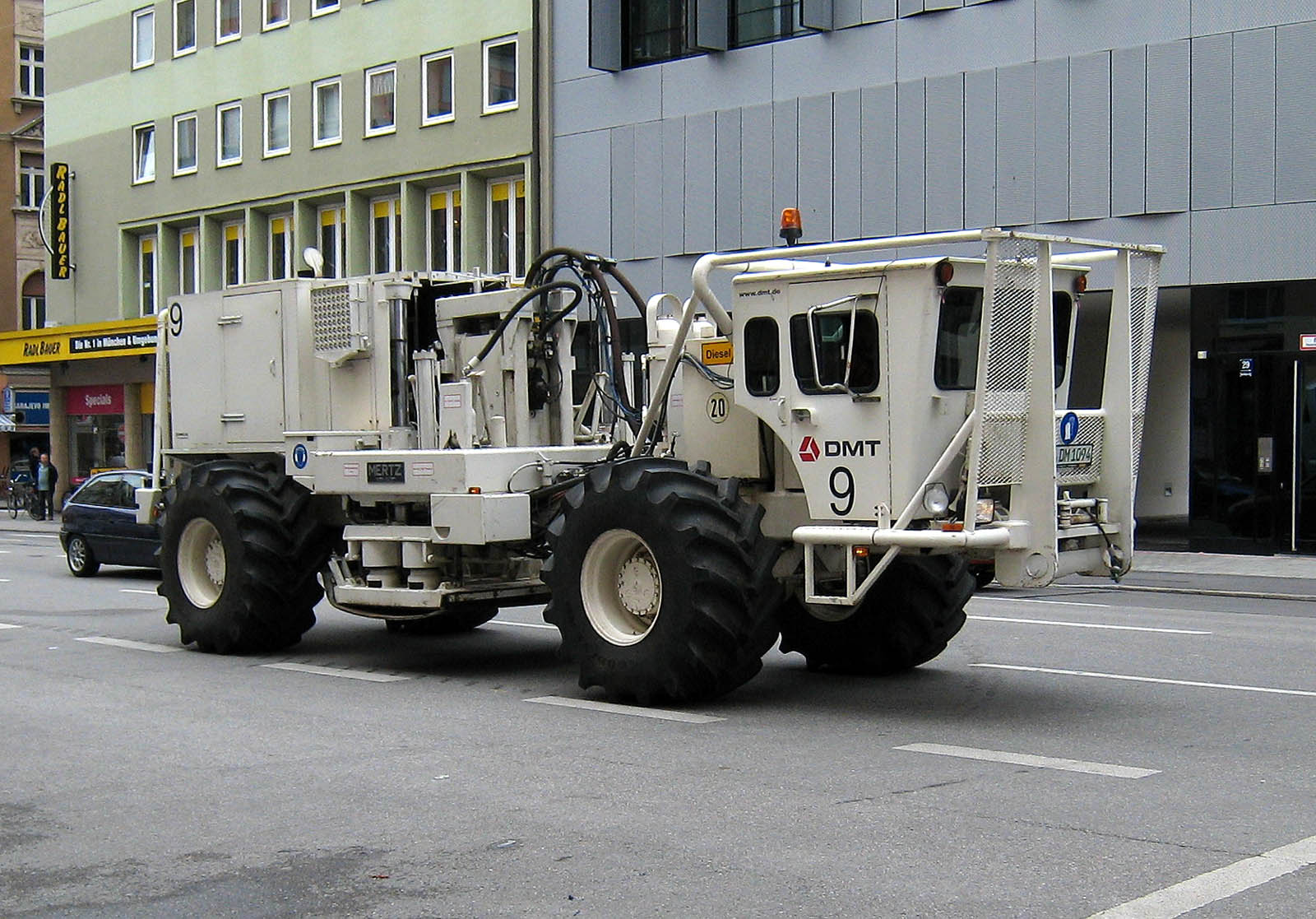
Pojazd w Monachium podczas poszukiwań energii geotermalnej

Wibrator sejsmiczny (vibroseis) - urządzenie mechaniczne zamontowane na pojeździe samobieżnym, wykorzystywane w badaniach sejsmicznych.
Wygenerowanie fali następuje poprzez opuszczenie płyty stalowej na grunt i wprawienie jej w drgania poprzez układ hydrauliczny. Firmy geofizyczne używają najczęściej wibratorów o masie od 12 do 32 ton, przy czym cięższe stosowane są na terenach pustynnych lub stepowych, lekkie na obszarach zurbanizowanych lub charakteryzujących się trudną topografią. 
Energia wytwarzanych fal sejsmicznych zależy od tego, z jaką maksymalną siłą nacisku płyty wibrującej na podłoże może pracować dany wibrator. W celu uzyskania odpowiedniej do danego badania energii sygnału sejsmicznego, można zastosować grupowanie kilku wibratorów (najczęściej czterech), lub wielokrotne powtórzenie cyklu wzbudzania w tym samym punkcie.
Metoda wykorzystująca wibratory do wzbudzania fal sejsmicznych (wibratorowa metoda wzbudzania fal), została wymyślona w 1952 przez Amerykanów, zaś badania sejsmiczne na dużą skalę zaczęto prowadzić tą metodą w latach 70. 